# Bitwa pod Krechowcami

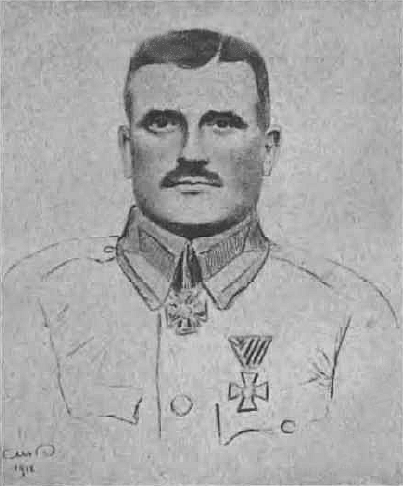
Pułkownik Bolesław Mościcki

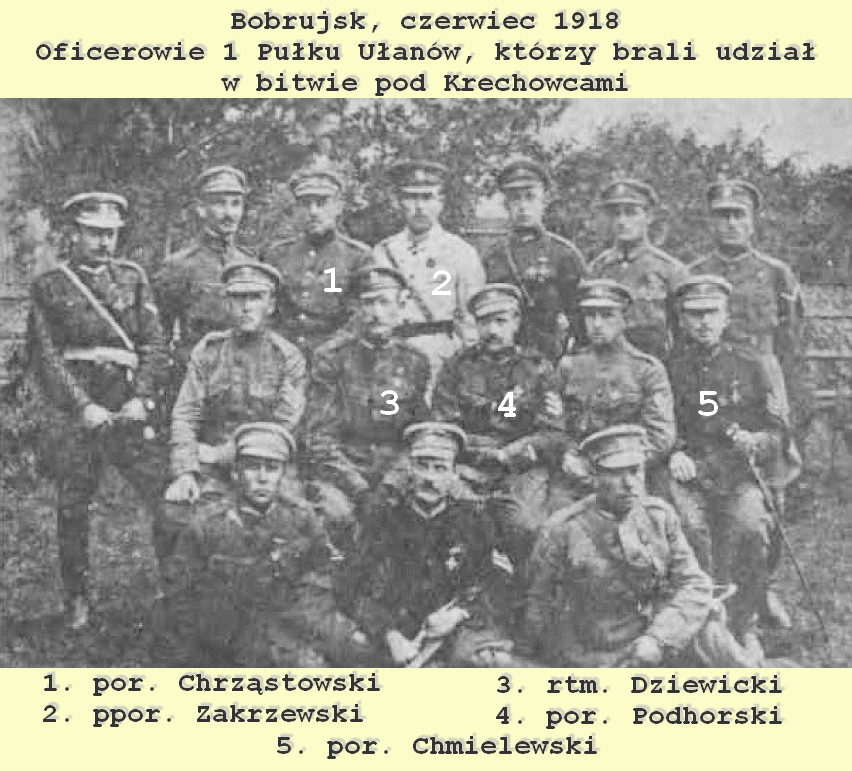
Oficerowie 1 Pułku Ułanów, którzy brali udział w bitwie pod Krechowcami

Bitwa pod Krechowcami – bitwa stoczona 24 lipca 1917 przez polski 1 Pułk Ułanów walczący po stronie rosyjskiej, który otrzymał rozkaz powstrzymania natarcia Niemców na Stanisławów w okolicach wsi Krechowce. Akcja Polaków miała mieć na celu osłonę odwrotu oddziałów rosyjskich.
Polscy ułani cały dzień walczyli z Niemcami, po czym wycofali się do miasta.

## Opis bitwy

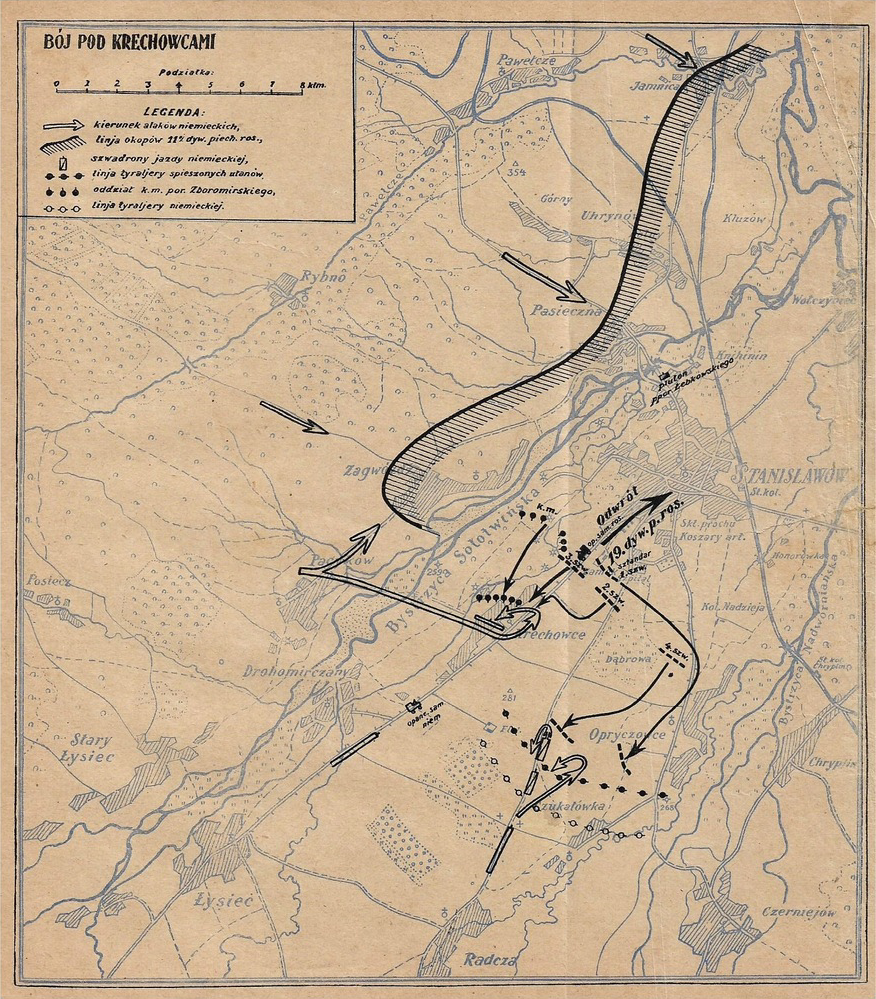
Mapa bitwy pod Krechowcami.

1 Pułk Ułanów Polskich od 21 lipca 1917 znajdował się w Stanisławowie, w którym bronił ludności cywilnej i magazynów wojskowych przed grabiącymi miasto maruderami cofającej się armii rosyjskiej. W rejonie Stanisławowa zajmowała swoje pozycje, rozciągające się na zachód od miasta – pomiędzy wsiami: Uhryn Dolny – Pasieczno – Zagwóźdż – Pacyków, rosyjska 11 Dywizja Piechoty. Dalszy odcinek w rejonie wsi Drohomirczany nie został obsadzony przez 19 Dywizję Piechoty, która zrejterowała. To spowodowało, że 11 Dywizja Piechoty mogła zostać oskrzydlona od południa, a dodatkowo jedyną dla niej drogą odwrotu były dwa mosty drogowe na rzekach Bystrzyca Sołotwińska i Bystrzyca Nadwórniańska (na wschód od Stanisławowa). 1 Pułk Ułanów otrzymał zadanie osłaniania przewidywanego odwrotu 11 Dywizji Piechoty, której dowódca generał Sytin poprosił, a nie wydał rozkaz, o utrzymanie, co najmniej przez godzinę, pozycji umożliwiającej wycofanie chociaż części dywizji, a szczególnie artylerii.
Ukształtowanie terenu oraz przewidywane kierunki natarć wojsk niemieckich wymusiły utworzenie dwóch grup uderzeniowych praktycznie wzajemnie niemających ze sobą kontaktu wzrokowego. Pułk w tym momencie składał się z 4 szwadronów po 4 plutony i po 9 rot w każdym, szwadronu karabinów maszynowych tylko z nazwy, ponieważ był to pluton kawalerii przydzielony do pułku, nieposiadający ani jednego karabinu maszynowego. Razem było to około 400 „szabel”. Dowódca pułku pułkownik Bolesław Mościcki, wobec braku broni samoczynnej i w związku z tym przewidywanej nieskuteczności obsadzania kolejnych linii oporu i działania ogniem, zastosował śmiały manewr, postanawiając szarżować na nieprzyjaciela w szyku konnym. Założeniem dowódcy było, by 4 szwadron bronił polnej drogi Radzcza – Stanisławów, 2 szwadron atakował wieś Krechowce wzdłuż drogi Krechowce – Stanisławów, 3 szwadron i szwadron „karabinów maszynowych” szedł „schodkowo” w prawo za 2, a 1 szwadron stanowił odwód. Około godziny 15:30 szwadrony przystąpiły do wykonania zadań. W zabudowaniach Krechowców broniła się piechota „bawarska” wspomagana przez artylerię i samochód pancerny. Również rosyjski samochód pancerny wspomagał działania ułanów. Po dojściu do połowy wsi, wobec narastającego ognia artylerii i przybywających posiłków, szwadrony cofnęły się na skraj miejscowości. W walkach tych zdobyto sprawny karabin maszynowy. 2 i 3 szwadron zostały spieszone i w tyralierze oczekiwały na nieprzyjaciela. Dowódca pułku wysłał do wsi kilka patroli, które miały atakować patrole niemieckie, przez co miały symulować kolejny atak. Powróciły one, z dużymi stratami, około godziny 20:00 i zameldowały o znaczącym wzmocnieniu sił nieprzyjaciela. Do pomocy ułanom przybył batalion 41 Pułku piechoty rosyjskiej z karabinami maszynowymi. W tym czasie cała piechota rosyjska (z 11 Dywizji) przeszła przez mosty drogowe na Bystrzycach, a ułani mosty te wysadzili pod silnym ogniem artylerii niemieckiej. 4 szwadron, działający na wschód od Stanisławowa w kierunku południowym, napotkał na swym kierunku dwa szwadrony jazdy niemieckiej. Dowódca szwadronu ruszył do szarży, jednak Niemcy walki nie przyjęli i zaczęli wycofywać się galopem. Ścigający ułani wpadli pod silny ogień piechoty na wysokości wsi Drohomirczany. Piechota w tym momencie rozpoczęła natarcie w kierunku północnym. Na pomoc 4 szwadronowi ruszył 1 szwadron i wspólnie zmusili piechotę, jak się okazało austro-węgierską (Bośniacy) do ucieczki, powodując w jej szeregach znaczne straty. Odosobnione szwadrony nie ścigały jednak daleko nieprzyjaciela i powróciły na poprzednie stanowiska. Nastąpił jeszcze jeden atak piechoty, wsparty oddziałem kawalerii niemieckiej, który również został odparty, a kawaleria ponownie walki nie podjęła. Ponieważ zapadał zmrok, było po godzinie 20:00, szwadrony otrzymały rozkaz wycofania się do kotlinki na południe od Stanisławowa.
Podsumowując bitwę, z wojskowego punktu widzenia należy zauważyć, że pułk liczący zaledwie 400 „szabel”, bez karabinów maszynowych i bez wsparcia artylerii, przez ponad 5 godzin opóźniał działania 2 batalionów piechoty niemieckiej, wspieranych przez artylerię i dwa szwadrony kawalerii – razem 1500–2000 żołnierzy. W czasie bitwy ułani wykonali sześć szarż w szyku konnym, nie licząc szarż na kawalerię nieprzyjaciela, która walki nie podjęła.
Wobec znacznie większych i o większym znaczeniu bitew I wojny światowej był to zaledwie drobny epizod. Został jednak szeroko skomentowany w prasie zarówno polskiej, jak i rosyjskiej, a nawet niemieckiej. Męstwo żołnierzy było wkrótce znane całemu społeczeństwu, a 1 Pułk Ułanów powszechnie zaczęto nazywać krechowieckim.
Z meldunku pułkownika Bolesława Mościckiego dowódcy 1 pułku ułanów (pisownia oryginalna):
24-go Lipca (nowego stylu), około godziny 16, pułk, znajdujący się w rozporządzeniu dowódcy 2 d.p. w Stanisławowie, otrzymał rozkaz zatrzymania za wszelką cenę natarcia przeciwnika, aby tym ocalić oddziały 2 d.p. z artylerią, prowadzące działania bojowe na zachodnim brzegu Bystrzycy na froncie wsi Zagwóźdź – Uhrynów Dolny – Jamnica, i znajdujące się w bardzo trudnym położeniu, wytworzonym przez nieoczekiwane cofnięcie się oddziałów 19 d.p. Zbadawszy osobiście i wyjaśniwszy całą powagę sytuacji, rozwinąłem galopem w szyk bojowy swój młody i nieliczny pułk, parę dni temu ledwie sformowany z dywizjonu i jeszcze nieskompletowany; wysunąłem na pierwszą linię trzy szwadrony, rozwinięte szeroko w jeden rząd, aby pierścieniowym ruchem wprowadzić w błąd przeciwnika co do swej niewielkiej liczebności. Następnie błyskawicznie atakowałem przeciwnika, który oszołomiony nieoczekiwanym natarciem, cofnął się straciwszy wielką ilość porąbanych i rannych, przy czym 2-i szwadron w boju zdobył działający karabin maszynowy. Pułk, po cofnięciu się nieco w tył, uszykował się w poprzedniej pozycji wyjściowej, zagradzając drogę przeciwnikowi i gotów w każdej chwili znów runąć na niego. Po pewnym czasie nieprzyjaciel, otrzymawszy posiłki, z nową energią przeszedł do natarcia i, widząc niepowodzenie swojego projektu obejścia m. Stanisławowa, ruszył najkrótszą drogą wzdłuż szosy, zakrywając się budynkami ażeby wcisnąć się do miasta od strony południowej. Próba ta została sparaliżowana błyskawicznym powtórnym kontratakiem 3-go szwadronu i szwadronu ciężkich karabinów maszynowych, które rzuciwszy się do ataku, zmusiły przeciwnika do ukrycia się w północnej części wsi Krechowce, a następnie spieszywszy się i umocniwszy, utrzymały się we wsi, pomimo kontrataku nieprzyjaciela, dopóki piechota spokojnie nie wycofała się ze Stanisławowa.
W tym samym czasie, na prawym skrzydle przeciwnika, pokazały się dwa szwadrony jego jazdy. Rozsypany ławą 4-ty szwadron, mający na okrążającym skrzydle 1-szy szwadron, na mój rozkaz momentalnie natarł na jazdę przeciwnika, która nie przyjąwszy uderzenia galopem cofnęła się za swoją piechotę. Wtedy szwadrony moje, zajechawszy lewem ramieniem, zawisły nad prawem skrzydłem przeciwnika.
Trzykrotnie nieprzyjaciel próbował nacierać na przestrzeni między wsiami: Opryczkowce i Krechowce, chcąc zawładnąć Dąbrową. Wszystkie trzy te próby zostały odparte, najpierw konnym atakiem 1-go szwadronu, następnie takimże atakiem dwóch plutonów 4-go szwadronu, a w końcu ogniem obu szwadronów spieszonych na mój rozkaz.
Tak wspaniały rezultat przypisuję wyróżniającemu się męstwu mego zastępcy w dziale frontowym rotmistrza Waraksiewicza, dowódcy 1-go szwadronu rotmistrza Feliksa Dziewickiego, dowodzącego 2-m szwadronem porucznika Podhorskiego, dowodzącego 3-m szwadronem rotmistrza Sobieszczańskiego, dowodzącego 4-m szwadronem rotmistrza Żółkiewskiego, dowódcy szwadronu karabinów maszynowych, bohaterskiego porucznika Zboromirskiego, dwukrotnie ciężko rannego, wszystkich p.p. młodszych oficerów, a także niezwykłej odwadze, męstwu i wytrzymałości ułanów.
Wysokie zalety wojenne i męstwo w boju wykazali: adiutant pułkowy, kadet Zdziechowski i szef służy łączności, kadet hrabia Bem de Cosban, który pod zabójczym ogniem artyleryjskim, karabinowym i karabinów maszynowych przewoził moje rozkazy do najbardziej zagrożonych stanowisk. Straty pułku: zabity jeden oficer, ułanów zabitych 31, rannych 46, koni zabitych i rannych 106. Tak stosunkowo nieznaczne straty, wobec osiągniętych przez pułk rezultatów, przypisuję szerokiemu luźnemu szykowi bojowemu, w jakim pułk działał. Najlepszą ocena tej sprawy dla pułku jest otrzymane przezeń telegram Naczelnego Wodza generała Korniłowa, podziękowania dowódcy 2-ej dywizji piechoty i dowódcy 12-go korpusu armii.
Za majorem Zygmuntem Podhorskim w tym czasie ułani posiadali następujące umundurowanie (pisownia oryginalna):
Czapka polowa – zwykła, koloru ochronnego (rosyjska); galowa – denko amarantowe, kant biały, daszek i rzemyk z lakierowanej skóry czarnej, na czapce kokarda przepisowa, jak w armii rosyjskiej; kurtka z ochronnego sukna, szlify amarantowe z kantem granatowym (u żołnierzy), szlify z galonu srebrnego z kantem granatowym i dróżką amarantową wzdłuż szlify (u oficerów); spodnie – granatowe z podwójnymi amarantowymi lampasami (każdy szerokości 1 cala = 2,5 cm). pośrodku kant również amarantowy; buty – czarne, skórzane (z cholewami), ostrogi na jednym rzemyku, kółko tępe; pas główny – skórzany, żółty; ładownice i rapcie do szabli przez plecy, również z żółtej skóry dodatkowe ładownice brezentowe; karabin kawaleryjski, rosyjski syst. Mossin-Nagan (tzw. trzyliniówka), pas do karabinu z surowcowej skóry; szabla – zwykła kawaleryjska rosyjska, czarna pochwa z gniazdami na bagnety; lance – zwykłe rosyjskie...; płaszcz – kawaleryjski rosyjski, szlify, jak na kurtkach, patki na płaszczach amarantowe z granatowym kantem o wyglądzie długiego prostokąta. Ułan musiał mieć zawsze na kurtce lub płaszczu pas główny i szablę.
W Stanisławowie okazało się, iż polska ludność jest zabijana i rabowana przez rosyjskich maruderów. Ułani zaangażowali się w obronę mieszkańców, przechodząc do walki z Rosjanami.
Walki pod Krechowcami zostały upamiętnione na Grobie Nieznanego Żołnierza w Warszawie, napisem na jednej z tablic, w okresie II RP i po 1990 „KRECHOWCE 24 VII 1917”.